# Portret wewnętrzny (album)
Portret wewnętrzny – pierwszy solowy album Janusza Iwańskiego, firmowany również częściowo przez Tie Break, wydany w roku 1995. Część albumu wykorzystana została wcześniej w tak samo zatytułowanym filmie dokumentalnym Łukasza Wylężałka i opowiadającym o fotografiku Wojciechu Prażmowskim.

## Lista utworów
| 1.  | "Portret wewnętrzny"                        | 3:03  |
|     |                                             |       |
| 2.  | "Wielkie podzielenie"                       | 3:36  |
|     |                                             |       |
| 3.  | "Nie wiem gdzie iść"                        | 6:04  |
|     |                                             |       |
| 4.  | "Słowa są nagie"                            | 4:40  |
|     |                                             |       |
| 5.  | "Moja siódma klasa"                         | 3:10  |
|     |                                             |       |
| 6.  | "Powiedziałem" ("Miała tylko nieco wiosny") | 3:04  |
|     | - słowa: Halina Poświatowska                |       |
| 7.  | "Więc jesteś"                               | 6:33  |
|     | - słowa: Halina Poświatowska                |       |
| 8.  | "Mówisz, że wiesz"                          | 6:59  |
|     |                                             |       |
| 9.  | "Portret wewnętrzny II"                     | 3:30  |
|     |                                             |       |
| 10. | "Idę, hop"                                  | 2:50  |
|     |                                             |       |
| 11. | "Tak brakuje nam"                           | 4:45  |
|     |                                             |       |
|     |                                             | 48:14 |
|     |                                             |       |

## Muzycy
- Janusz Yanina Iwański – śpiew, gitary, flet, instrumenty perkusyjne, muzyka i teksty (oprócz tekstów Haliny Poświatowskiej)
- Mateo Pospieszalski – saksofony, klarnet basowy, melodyka, shahnai, akordeon, instrumenty klawiszowe
- Marcin Pospieszalski – gitary basowe, skrzypce
- Amadeusz Majerczyk – perkusja
- Zbigniew Uhuru Brysiak – instrumenty perkusyjne
- Piotr Wolski – instrumenty perkusyjne
- Lidia Pospieszalska – śpiew

- Stanisław Sojka – gościnnie, fortepian
- Tie Break – instrumentacja
- Andrzej Zieliński – realizacja nagrań
- Jacek Hamela – mix
- Igor Czerniawski – mastering
- Wojciech Prażmowski – fotografie i projekt graficzny
- Paweł Wroniszewski – opracowanie graficzne
- Marian Michalik – obrazy wykorzystane w wydawnictwie